# Berthold Gemehl
Franz Berthold Gemehl (* 24. Oktober 1832 in Bruchsal; † 31. März 1897 in Karlsruhe) war ein deutscher Offizier, zuletzt Generalmajor.

## Leben
Gemehl war Sohn des Oberamtmanns Kaspar Gemehl. Er studierte an der Universität Heidelberg und wurde 1852 Mitglied des Corps Suevia Heidelberg, 1854 auch des Corps Guestphalia Heidelberg. Nach seinen Studien wurde er aktiver Offizier. Als solcher nahm er am Deutsch-Französischen Krieg teil. Gemehl wurde am 18. Dezember 1870 als Chef der 7. Kompanie des 1. Badischen Leib-Grenadier-Regiment Nr. 109 beim Angriff auf die Ferme la Berchère im Gefecht bei Nuits-Saint-Georges durch Kopfschuss schwer verwundet. In Folge seiner Verwundung zum aktiven Heeresdienst nicht mehr geeignet, trat er zum badischen Gendarmeriecorps über und wurde 1875 Kommandant des 2. Gendarmeriedistrikts in Freiburg. 1880 erfolgte die Beförderung zum Major, 1889 zum Oberstleutnant und 1891 wurde er als Oberst Kommandeur des badischen Gendarmeriekorps. 1895 wurde Gemehl zum Generalmajor befördert.